# زمین‌لرزه مه ۱۹۵۹ مکزیک
زمین‌لرزه مکزیک  در تاریخ ۲۴ مه ۱۹۵۹ میلادی، برابر با ‎۲ خرداد ۱۳۳۸، ساعت ۱۹:۱۷:۴۱ به زمان یوتی‌سی در مکزیک رخ داد. ژرفای این زلزله ۶۹٫۶ کیلومتر بود. بزرگی آن ۷ در مقیاس mB اعلام شده‌است. زمین‌لرزه به وقت محلی در روز یکشنبه، ساعت ۱۳ روی داده و منطقه زمانی آن یوتی‌سی -۶ بوده‌است (با لحاظ تغییر ساعت تابستانی).
سازمان زمین‌شناسی آمریکا نیز جای این زمین‌لرزه را در مختصات ۱۷°۰۰′شمالی ۹۶°۱۸′غربی / ۱۷°شمالی ۹۶٫۳°غربی و بزرگی آنرا برابر با ۶٫۸ در مقیاس ریشتر اعلام کرده‌است. ژرفای گزارش شده از سوی این سازمان ۱۰۰ کیلومتر می‌باشد.
شمار کشتگان زلزله حدود ۵ نفر بوده‌است.تعداد زخمیان ۱۰ نفر برآورده شده‌است.